# Luc Springuel
Luc Springuel (Oostende, 22 mei 1953) is een Vlaamse acteur.
Hij speelde gastrollen in De Collega's (Gijzelnemer), Familie (Jean-Michel), Heterdaad (Dokter Weyns), F.C. De Kampioenen (De Koning), Familie Backeljau (Gerechtsdeurwaarder), Recht op Recht (George), Spoed (Gerard Delbeque in 2000, Meester Martens in 2001), Sedes & Belli (Meersman), Aspe (Antoon Dobbelaere), Witse (Willy Smits), De Wet volgens Milo (Yves Rombouts) en Flikken (Jean-Luc Heyermans). Hij speelde de hoofdrol in de jeugdserie Dirk van Haveskerke. In 2006 speelde hij een gastrol in En Daarmee Basta als producent Vitalixir.
Hij studeerde drama aan het Koninklijk Conservatorium in Brussel en kreeg er onder andere les van Nand Buyl en Leo Dewals. Enkele medestudenten waren Tuur De Weert, Jaak Van Assche, Gilda De Bal, Josse De Pauw, Chris Cauwenberghs, Tessy Moerenhout, Luk van Mello, Magda De Winter en René Verreth. 
Sinds 1972 is Luc Springuel acteur bij Theater 't Arsenaal (voorheen het Mechels miniatuurtheater).

## Televisie
- Danni Lowinski (2013)
- Rox (2011) - als Kolonel Devruyst
- En daarmee basta! (2006) - als drankproducent
- Flikken (2005) - als Jean-Luc Heyermans
- De Wet volgens Milo (2005) - als Yves Rombouts
- Witse (2005) - als Smits
- Aspe (2004) - als Antoon Dobbelaere
- Sedes & Belli (2003) - als Meersman
- Spoed (2001) - als Meester Martens
- Veel geluk, professor! (2001) - als Dokter Daelemans
- Spoed (2000) - als Gerard Delbeque
- Wildschut & De Vries (2000) - als Gianni
- Recht op Recht (2000) - als George
- Wittekerke (1999) - als Directielid
- Heterdaad (1998) - als Dokter Weyns
- Hof van Assisen (1998) - als André Verhelle
- F.C. De Kampioenen (1998) - als Albert De Koning van het Restaurant 't Hof uit Laken
- Deman (1998) - als dokter Geirnaert
- Gilliams & De Bie (1997) - als Frank Kuypers
- De Familie Backeljau - als deurwaarder
- Wittekerke (1996) - als Dekkers
- De Familie Backeljau (1996) - als controledokter
- Buiten De Zone (1996) - als leraar
- De Kotmadam (1996) - als Arbeidsgeneesheer
- Ons geluk (1995) - als pastoor Entienne Cogels
- De Familie Backeljau (1994) - als deurwaarder
- Familie (1993-1994) - als Jean-Michel Le Croix
- Niet voor publikatie (1994) - als Max Poppe
- De avonturen van Kuifje (1993) - als Roberto Rastapopoulos
- De gouden jaren (1992) - als wijnverkoper
- De bossen van Vlaanderen (1991) - als Benoit de Nerval
- Commissaris Roos (1990) - als Mullie
- De Collega's (1979) - als gijzelnemer Guido
- Dirk van Haveskerke (1978) - hoofdrol als Dirk van Haveskerke

## Film
- Kamiels kerstverhaal (2000) - als directeur
- De macht van het Getal (1992) - als Dr. Van Baekel
- De kollega's maken de brug (1988) - als Garibaldi
- Warenar (1986) - als Ritsert
- Goddelijke komedie (1981) - als eerste engel
- Jan Rap en zijn maat (1980) - als Erikske
- Ik zag Cecilia komen (1977) - als Johan
- Geloof, hoop en liefde (1977) - als Koene redder
- Liefde onder de olmen (1976) - als Eben
- Klaaglied om Agnes (1975) - als soldaat